# 15427 Shabas
15427 Shabas eller 1998 SP61 är en asteroid i huvudbältet som upptäcktes den 17 september 1998 av LONEOS vid Anderson Mesa Station. Den är uppkallad efter astronomen Natalia Leonydivna Shabas.